# La valle delle aquile
La valle delle aquile (Valley of Eagles) è un film britannico del 1951 diretto da Terence Young.